# 祥雲寺 (一関市)
祥雲寺（しょううんじ）は、岩手県一関市に所在する臨済宗妙心寺派の寺院である。山号は大慈山。前身は、岩沼藩主田村宗良公が岩沼（宮城県）に開創した長谷山大慈寺であり、宗良の子である田村建顕公が天和2年（1682年）に一関へ入られた時に共に所在を変え、また名称も変更した。その際の開基は房姫（祥雲院殿）、開山は松島瑞巌寺の大機円応禅師と伝えられている。
一関藩主田村家の墓所があり、地域の歴史の一端に触れることができる。祥雲寺にある田村家墓所は、大正2年（1913年）に一関と東禅寺（東京品川）などにあった墓所を菩提寺祥雲寺に合葬し、遠祖坂上田村麻呂公の墓と伝えられる京都市山科区栗栖野の墓にならって墳丘墓に改めたものである。
明治時代に火災に遭い、堂宇を焼失したが、長谷観音堂と転輪一切経蔵（一関市指定文化財）は罹災を免れて現在に至っている。本堂は大正10年（1921年）に新たに建てられ、本堂につながる建物（花園会館）は昭和半ばに建築、現在は事務所を花園会館内に移して整備に努めている。田村家顕彰記念館や転輪一切経蔵、また縁あって預けられている保性院廟厨子（岩手県指定文化財、伊達兵部宗勝の母を祀ったもの）などは予約することで見学可能である。
1999年、祥雲寺１６世住職の嵃峰和尚の時代に、祥雲寺の別院として一関市萩荘の地で、「骨を山に埋めて、そこに一本の木を植えるだけ」という樹木葬を始めた 。その後、樹木葬墓地は独自に宗教法人認定を受けて、祥雲寺とは別の寺院として、「単立　知勝院（ちしょういん）」として活動している。

## ギャラリー

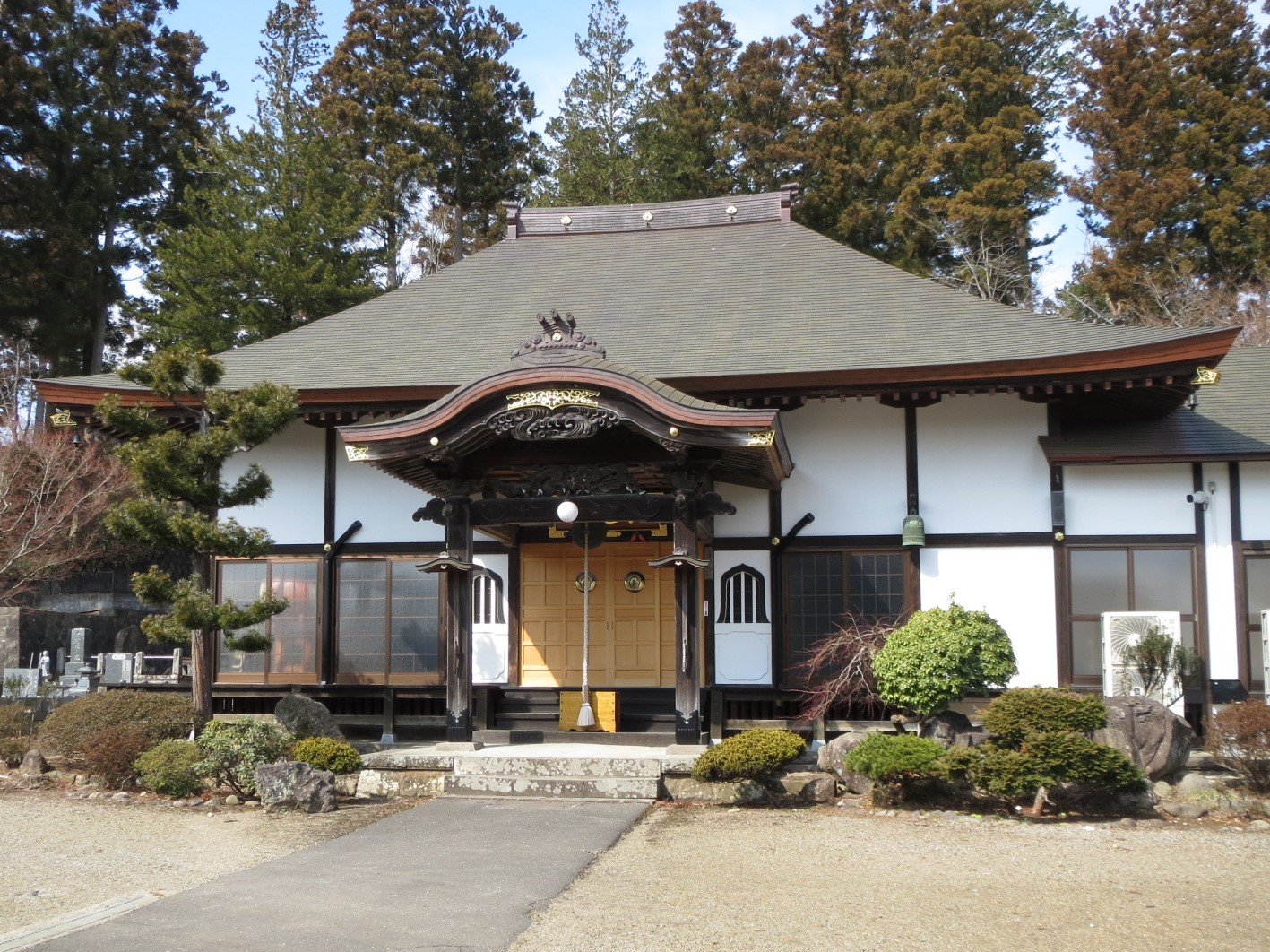
本堂
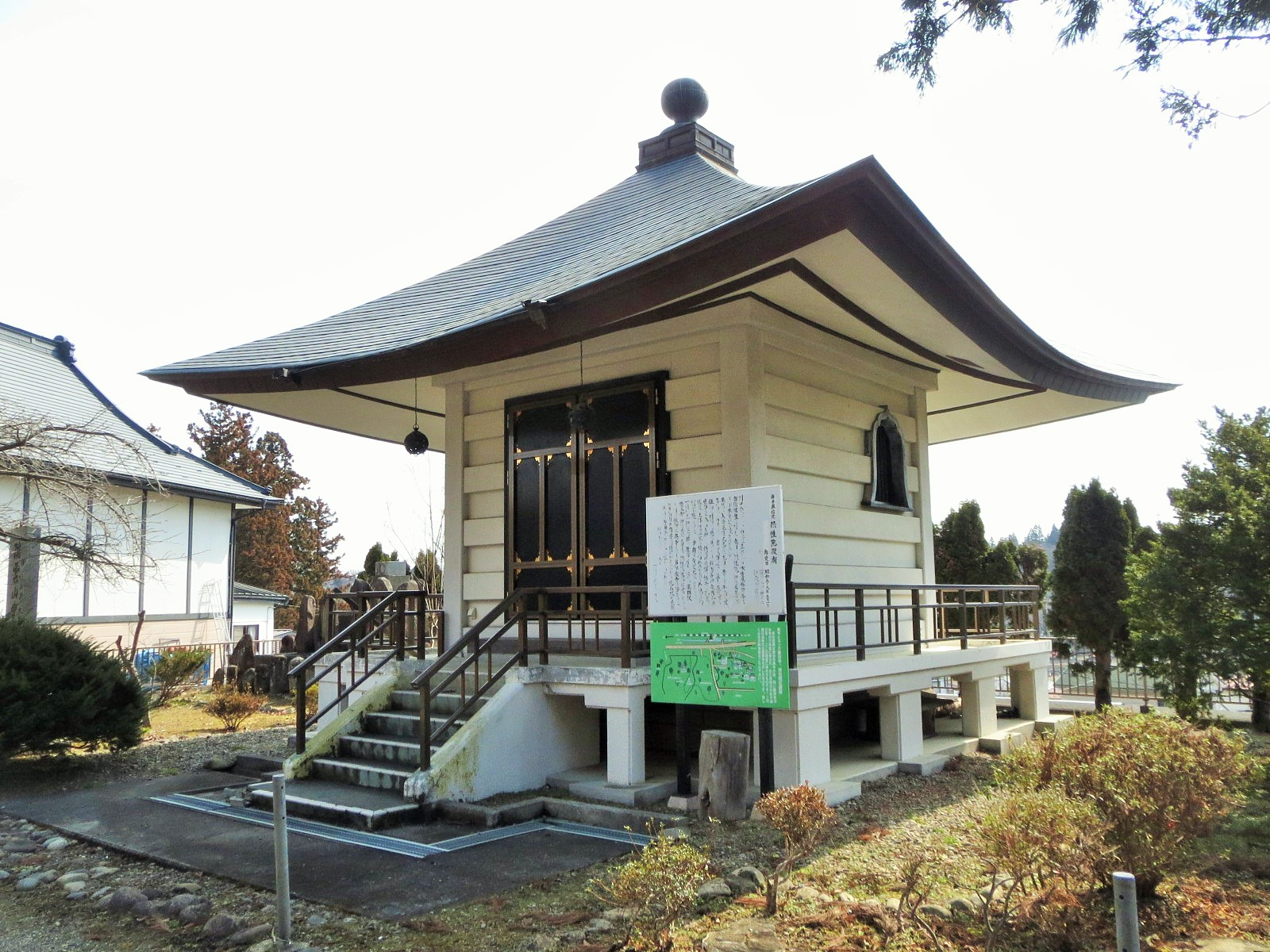
保性院廟

## 現地情報
所在地
- 岩手県一関市字台町48番地2

交通アクセス
- 東北新幹線・東北本線・大船渡線 一ノ関駅から徒歩17分車で5分
- 東北自動車道一関インターチェンジより車13分

周辺施設
- 願成寺 (一関市)
- 正光寺 (一関市)

## テレビ番組
- 日経スペシャル ガイアの夜明け 人生最期の選択（2003年5月13日、テレビ東京）[1]。